# Machilus fukienensis
Machilus fukienensis är en lagerväxtart som beskrevs av Hung T. Chang. Machilus fukienensis ingår i släktet Machilus och familjen lagerväxter. Inga underarter finns listade i Catalogue of Life.